# Khvājeh Jarrāḩ
Khvājeh Jarrāḩ (persiska: خواجه جراح) är en ort i Iran.   Den ligger i provinsen Khorasan, i den nordöstra delen av landet, 700 km öster om huvudstaden Teheran. Khvājeh Jarrāḩ ligger 1 183 meter över havet och antalet invånare är 335.
Terrängen runt Khvājeh Jarrāḩ är platt åt nordost, men åt sydväst är den kuperad.Runt Khvājeh Jarrāḩ är det ganska glesbefolkat, med 35 invånare per kvadratkilometer. Närmaste större samhälle är Chenārān, 7,3 km öster om Khvājeh Jarrāḩ. Trakten runt Khvājeh Jarrāḩ består till största delen av jordbruksmark.